# 小行星2397
小行星2397（2397 Lappajarvi）是一颗围绕太阳公转的小行星。1938年2月22日，爾約·維薩拉在图尔库发现了此天体。
該小行星以芬蘭的城鎮拉帕耶爾維命名。
这颗小行星的绝对星等为297.351757182357等。